# Bruce Tulloh
Michael Bruce Swinton Tulloh (29. září 1935 Datchet, Berkshire – 28. dubna 2018 Marlborough, Wiltshire) byl britský atlet, běžec na dlouhé tratě, mistr Evropy v běhu na 5000 metrů v roce 1962.
Startoval na olympiádě v Římě v roce 1960 v běhu na 5000 metrů, ale nepostoupil do finále. Jeho největším úspěchem byl titul mistra Evropy na této trati v roce 1962. Nekvalifikoval se na olympiádu v Tokiu v roce 1964. Při startu v závodě na 10 000 metrů na evropském šampionátu v Budapešti v roce 1966 skončil šestý.